# Bücher der Königtümer
Die vier Bücher der Königtümer (ΒΑΣΙΛΕΙΩΝ A–Δ, Basileion I–IV) sind biblische Schriften, die im Kanon der Septuaginta enthalten sind. Sie entsprechen textlich den Büchern 1–2 Samuel und 1–2 Könige in der Hebräischen Bibel bzw. in den modernen Übersetzungen aus dem Hebräischen. Um Verwechslungen zu vermeiden, werden die beiden Bücher der Könige mit Kön abgekürzt, die vier Bücher der Königtümer dagegen mit Kgt.

## Entstehung
Um das Jahr 200 v. Chr. wurden die Bücher der Königtümer aus dem Hebräischen ins Griechische übersetzt. Die hebräische Vorlage unterschied sich allerdings deutlich vom später normativ gewordenen Masoretischen Text. Sie ist auch durch die Samuel-Fragmente vom Toten Meer bezeugt, wichtig sind hier vor allem 4Q51 (=4QSama) und 4Q52 (=4QSamb). Wahrscheinlich wurden die Bücher Samuel und Könige von der gleichen Person ins Griechische übersetzt. Als griechischer Muttersprachler schreibt er „souverän und fehlerfrei“; Hebräisch beherrschte er nicht auf diesem Niveau. Diese Beobachtung scheint im Widerspruch dazu zu stehen, dass er ein hebraisierendes Griechisch schrieb – nicht, weil er es nicht besser konnte, sondern weil eine möglichst idiomatische Übersetzung nicht seine Absicht war. Dabei arbeitete er effizient, zeigt aber mitunter ein flüchtiges Vorgehen. „Immer wieder trifft er auf Vokabeln, die er nicht kennt. Teilweise errät er in solchen Fällen eine ungefähre Bedeutung aus dem Kontext, teilweise weicht er auf ähnliche Vokabeln aus; nicht selten behilft er sich mit Transliterationen.“
Zu einem späteren Zeitpunkt wurde der Septuaginta-Text überarbeitet, um ihn stärker dem Masoretischen Text anzugleichen (sogenannte kaige-Rezension). Die Rezensenten scheinen Jerusalemer Schriftgelehrte gewesen zu sein, die vor allem philologische Korrektheit anstrebten. Die zeitliche Ansetzung ins 1. Jahrhundert v. Chr. wird dadurch nahegelegt, dass die Zwölfprophetenrolle von Naḥal Ḥever einen kaige-ähnlichen Text aufweist und paläographisch dieser Zeit zugewiesen werden kann.
Doch blieb ein älterer Text weiter in Umlauf, der als lukianischer oder antiochenischer Text bezeichnet wird. Angeblich soll er durch den christlichen Presbyter Lukian von Antiochia um 300 n. Chr. überarbeitet worden sein; daher der Name. Doch ist dieser Text bereits durch Zitate bei Flavius Josephus und im Neuen Testament bezeugt.

## Unterschiede
Abgesehen von einer größeren Nähe zum Masoretischen Text bei der kaige-Rezension gibt es weitere Unterschiede zwischen den verschiedenen Textfassungen der Bücher der Königtümer.
Zunächst unterscheidet sich die Buchabgrenzung: Im antiochenischen Text gehören die Erzählungen von der Erhebung Salomos zum König (3 Kgt 1,1–2,11, entsprechend 1 Kön 1,1–2,11) noch (als Kapitel 25–26) zum 2. Buch der Königtümer (2. Buch Samuel), so dass dieses mit dem Tod Davids schließt. Dagegen bildet derselbe Abschnitt in den Handschriften des kaige-Textes den Anfang des 3. Buches der Königtümer (1. Buch der Könige), in Übereinstimmung mit dem hebräischen Text des Königebuches, das – als Buch vom Niedergang des davidischen Königtums – mit den Hofintrigen um den altersschwachen David beginnt (1 Kön 1 ).
In der Geschichte von David und Goliath sowie den anschließenden Episoden (1 Kgt 17–18 bzw. 1 Sam 17–18 ) ist der Text im Codex Vaticanus wesentlich kürzer als in den Handschriften des antiochenischen Textes.
Weitere Abweichungen vom Masoretischen Text sind den verschiedenen griechischen Texttraditionen gemeinsam. Vielfach sind das kleinere Besonderheiten, aber es gibt auch größere Unterschiede:
- 3 Kgt 6–7: Einzelheiten beim Bau des Tempels sowie die Textanordnung sind anders;
- 3 Kgt 12–14: Die Ereignisse, die zur Entstehung des Nordreichs führten, sind abweichend dargestellt.

Im Allgemeinen sind diese Unterschiede nicht das Werk der Übersetzer, sondern gehen auf ihre abweichende hebräische Vorlage zurück.

## Textausgaben
- für den Text der kaige-Rezension: Alfred Rahlfs, Robert Hanhart: Septuaginta: Id Est Vetus Testamentum Graece Iuxta LXX Interpretes. Deutsche Bibelgesellschaft, Stuttgart 2006, ISBN 978-3-438-05119-6.
- für den antiochenischen Text: Natalio Fernández Marcos, José Ramón Busto Saiz (Hrsg.): El texto antioqueno de la Biblia griega Band 1 (Libros 1–2 Samuel), Madrid 1989 ISBN 978-84-00-06971-1; Band 2 (Libros 1–2 Reyes), Madrid 1992, ISBN 978-84-00-07255-1.
- Wolfgang Kraus, Martin Karrer (Hrsg.): Septuaginta Deutsch. Das griechische Alte Testament in deutscher Übersetzung. Deutsche Bibelgesellschaft, Stuttgart 2009 (2. Auflage, Stuttgart 2010), ISBN 978-3-438-05122-6. Bietet kaige-Text und antiochenischen Text in zwei parallelen Spalten; die Unterschiede zum Masoretischen Text sind jeweils durch Kursivdruck kenntlich gemacht.